# Nils Schomber
Nils Schomber (Neuss, 15 de marzo de 1994) es un deportista alemán que compite en ciclismo en las modalidades de pista y ruta. Ganó una medalla de plata en el Campeonato Europeo de Ciclismo en Pista de 2014, en la prueba de persecución por equipos.
Participó en los Juegos Olímpicos de Río de Janeiro 2016, ocupando el quinto lugar en la prueba de persecución por equipos.

## Medallero internacional
| Campeonato Europeo | Campeonato Europeo     | Campeonato Europeo | Campeonato Europeo      |
| Año                | Lugar                  | Medalla            | Competición             |
| ------------------ | ---------------------- | ------------------ | ----------------------- |
| 2014               | Baie-Mahault (Francia) | Medalla de plata   | Persecución por equipos |

## Palmarés
2015
- 1 etapa de la Dookoła Mazowsza